# エクソシスト3
『エクソシスト3』（The Exorcist III）は、1990年制作のアメリカ映画。
『エクソシスト』の原作者であるウィリアム・ピーター・ブラッティが、最も気に入っていたキャラクターのキンダーマン警部補を主人公にした物語を構想し、続編として『Legion』を書き上げ、自ら映画化した作品。『エクソシスト2』の出来に不満を持ったブラッティが1作目『エクソシスト』の正当続編として作ったものである。

## ストーリー
1990年、ジョージタウンのポトマック川付近に黒人の少年の死体が発見される。その死体の状態が、首を切断されたうえにピエロのメイクが施されたキリストの像がすげ替えられている異常なものだった。左手の中指は切り落とされ、右手に双子座のマークも彫りこまれている。事件にあたったキンダーマン警部補は、15年前に解決している双子座の殺人事件に酷似していることに頭を悩ます。犯人は既に処刑されているからだ。
そして第二の事件が起こる。教会の告解室でカナバン神父が何者かに殺された。死体の手にはやはり双子座のマークが彫りこまれており、同一犯の見方を強めたが指紋は別のものであった。さらに、今度は警部補の親友ダイアー神父が入院先の病院で殺害される。血を抜き取られ、標本瓶に詰められるという悲惨な状態で発見されたのだ。
少年の猟奇的な殺人と二人の神父の死が宗教的な関連があるかもしれない、と考えたキンダーマンは大学の学長に相談する。学長は、15年前のダミアン・カラス神父が命を落としたリーガン・マクニールの悪魔払いが関係していると語る。「カナバンは自分の前任者で事件をカラスに調査させ、ダイアーはカラスの親友、キントリー少年の母親は当時、リーガンの悪魔憑きの声を分析したスタッフの一人だった」と明かす。そして、悪魔払いの経験のあるモーニング神父にも相談するようアドバイスもした。
その後、病院の責任者テンプル医師より双子座の殺人犯だと名乗る患者がいると教えられる。その患者は15年前から隔離病棟にいる患者で、数日前から意識を戻したというのだ。しかし、キンダーマンはその患者の顔を見て驚愕する。15年前に死んだカラス神父にそっくりだったからだ。「お前はカラスか？」という問いに、男は「俺は誰でもない。大勢（レギオン）だ。親友であるご主人様に復讐を頼まれたのだ」と語る。次の瞬間、男の顔は双子座の殺人犯に変わり、当事者でしか知りえない話を語り始める。そして、「俺が犯人だと発表しろ」と言ってキンダーマンに詰め寄る。
男は懐疑的だったキンダーマンに事実を認識させるために看護婦を殺す。再び問い詰めるキンダーマンに「リーガンから悪霊を追い出したカラス神父への復讐のため、ご主人様が自分をカラス神父の死体に押し込み、精神病患者にとり憑き仕事をさせてもらっているのだ」と告白する。しかし、なおも否定的なキンダーマンに対し「いよいよダンスの招待状をだしたな」と言って昏睡する。そして男は再び精神病患者に乗り移り、キンダーマンの娘を殺しに向かう。それを察知したキンダーマンが自宅に駆けつけ憑依された患者と対峙するが、寸前のところで患者から双子座の殺人犯の霊が離れる。モーニング神父が男のもとに悪魔払いにやってきたからだ。
だが、悪魔の力は強力で、神父は血まみれになりねじ伏せられてしまう。そこへキンダーマンが駆けつけ、カラスの体から悪魔を解放するために銃口を向けるが、悪魔の力にたたき返され、天井に押さえつけられる。悪魔がキンダーマンを処刑しようとした瞬間、一筋の光が十字架を照らし始めると、モーニング神父が意識を戻す。そして、カラスに「戦え!!」と呼びかけると、カラスの魂が戻り、体から悪魔を追い払った。カラスはその一瞬の隙を見て、「ビル、今だ！！私を撃て！！」と叫ぶと、キンダーマンがカラスの体に銃弾を浴びせる事に成功する。カラスは「勝った。さあ、私を解放してくれ」と懇願すると、キンダーマンはカラスの頭に銃弾を撃つ。

## キャスト
| 役名                           | 俳優                       | 日本語吹替 | 日本語吹替                     | 日本語吹替 |
| 役名                           | 俳優                       | VHS版      | フジテレビ版                   | Netflix版 |
| ------------------------------ | -------------------------- | ---------- | ------------------------------ | --- |
| ウィリアム・キンダーマン警部補 | ジョージ・C・スコット      | 鈴木瑞穂   | 納谷悟朗                       | 長克巳 |
| ジョセフ・ダイアー神父         | エド・フランダース         | 山内雅人   | 阪脩                           | 石住昭彦 |
| 双子座殺人鬼                   | ブラッド・ドゥーリフ       | 大塚芳忠   | 江原正士                       | 野沢聡 |
| 患者X                          | ジェイソン・ミラー         | 大塚芳忠   | 江原正士                       | |
| カラス神父                     | ジェイソン・ミラー         | 山内雅人   | 秋元羊介                       | |
| モーニング神父                 | ニコール・ウィリアムソン   | 池田勝     | 高城淳一                       | |
| テンプル医師                   | スコット・ウィルソン       | 小島敏彦   | 仲木隆司                       | |
| アラートン看護師               | ナンシー・フィッシュ       | 藤夏子     | 堀絢子                         | |
| ステッドマン刑事               | ジョージ・ディセンゾ       | 池田勝     | 笹岡繁蔵                       | |
| ライアン刑事                   | ドン・ゴードン             | 沢木郁也   | 有本欽隆                       | |
| 学長                           | リー・リチャードソン       | 吉水慶     | 秋元羊介                       | 吉富英治 |
| アトキンス刑事                 | グランド・Ｌ・ブッシュ     | 谷口節     | 相沢正輝                       | |
| クレリア婦人                   | メアリー・ジャクソン       | 島美弥子   | 高村章子                       | |
| ナースX                        | ヴィヴェカ・リンドフォース | 滝沢ロコ   | 京田尚子                       | |
| フリードマン医師               | ケン・ラーナー             | 牛山茂     | 有本欽隆                       | |
| メアリー・キンダーマン         | ゾーラ・ランパート         | さとうあい | 火野カチ子                     | |
| ジュリー・キンダーマン         | シェリー・ウィルス         | 佐々木優子 | 紗ゆり                         | |
| エイミー・キーティング看護師   | トレイシー・ソーン         | 冬馬由美   | 丸山真奈実                     | |
| ブルーノ医師                   | クリフォード・デイヴィッド | 江原正士   | 目黒裕一                       | |
| 侍者                           | ケヴィン・コリガン         | 江原正士   |                                | |
| その他                         | N/A                        |            | 鈴鹿千春 小野健一 津野田なるみ | 細川祥央 谷内健 渡辺ゆかり 小野寺悠貴 佐々木義人 小林さとみ 佐々木薫 木内太郎 田所陽向 前田雄 葉山那奈 ひなたたまり 澤田智巳 田中進太郎 金城慶 馬場蘭子 高梁りつ 夕城千佳 入江健志 |
| 日本語版スタッフ               |                            |            |                                | |
| 演出                           | 演出                       | 松川陸     | 春日正伸                       | 岩田敦彦 |
| 翻訳                           | 翻訳                       | 平田勝茂   | 宇津木道子                     | 川又勝利 |
| 調整                           | 調整                       |            | 栗林秀年                       | 山本隆行 |
| 効果                           | 効果                       |            | 関根正治                       | |
| 担当                           | 担当                       |            | 井瀧信吾                       | |
| 制作                           | 制作                       |            | ムービーテレビジョン           | 東北新社 |

- VHS版：1991年6月発売
- フジテレビ版：初回放送1994年8月20日『ゴールデン洋画劇場』

※2025年2月26日発売の4Kレストア版UHD・BDには、VHS版とフジテレビ版を収録。

## スタッフ
- 製作・監督・脚本・原作：ウィリアム・ピーター・ブラッディ
- 製作：カーター・デ・ヘイヴン
- 制作補：スティーヴ・ジャフィ
- 製作総指揮：ジョー・ロス / ジェームズ・G・ロビンソン
- 音楽：バリー・デ・ヴォーゾン
- テーマ曲：「チューブラー・ベルズ」（マイク・オールドフィールド）
- 撮影：ジェリー・フィッシャー
- 編集：ピーター・リー・トンプソン
- 美術：レス・デイリー
- 特殊メイク：グレッグ・キャノン
- 特殊効果：ランディ・Ｅ・ムーア

## 備考
当初、双子座殺人鬼（ジェームズ・ベナマン）と患者X（ダミアン・カラス）の両方をブラッド・ドゥーリフが演じていた。しかし、試写を見た上層部は内容に満足せず、患者X役にジェイソン・ミラーを起用し、新しいキャラクターとしてモーニング神父を登場させ、悪魔払いのシーンの追加することを決めた。ブラッド・ドゥーリフは双子座殺人鬼のみの担当となったが、それまで撮影したシーンの全ての撮り直しを余儀なくされている。試写公開版のプリントは現在紛失しているが、関係者らが保管していた一部のビデオテープやフィルム断片より復刻したものが、米盤Blu-rayにてリリースされている。